# 칼슨 영
칼슨 영(Carlson Young, 1990년 10월 29일 ~ )은 미국의 배우, 영화 감독이다.

## 작품 목록

### 영화 연출
- The Blazing World (2018) - 단편, 각본 겸임
  - 블레이징 월드 (2021) - 각본 겸임

### 영화 출연
- The Perfect Student (2011)
- The Kid (2013) - 단편
- 첫경험만 8번째 (2014, Premature)
- 어 컨트리 콜드 홈 (2015, A Country Called Home)
- 엘에이 문라이트 (2015, The Night Is Young)
- The Blazing World (2018)
  - 블레이징 월드 (2021)

### 텔레비전 출연
- 히어로즈 (2009)
- 프리티 리틀 라이어스 (2010)
- CSI: 과학수사대 (2010)
- 트루 블러드 (2010)
- 더 리그 (2010)
- 그림 형제 (2015)
- CSI: 사이버 (2015)
- 스크림 (2015-16)
- 에밀리, 파리에 가다 (2020)